# Daoukro
Daoukro este o comună din regiunea Iffou, Coasta de Fildeș.